# 游戏驴子
杰森·叶夫根尼·加斯特罗（英語：Jason Yevgeniy Gastrow，1991年1月30日—），是一位美国游戏YouTuber，他是著名YouTube频道游戏驴子（Videogamedunkey）的制作者。其为人熟知的风格是相较于其他游戏媒体更为严肃的游戏评测，游戏驴子的游戏评测会在其中参杂黄色笑话和不着边际的无厘头笑料。截至2023年1月，他的频道获得了超过700万人订阅，并且频道视频获得了超过36亿次的播放量。
2022年9月，他与妻子丽娅成立了一家专门面向独立游戏的游戏发行商: Bigmode。